# 滨河卡拉斯卡尔
滨河卡拉斯卡尔（西班牙語：Carrascal del Río）是西班牙卡斯蒂利亚-莱昂塞戈维亚省的一个市镇。 总面积31平方公里，总人口197人（2001年），人口密度6人/平方公里。